# Spoorlijn Stuttgart-Zuffenhausen - Calw

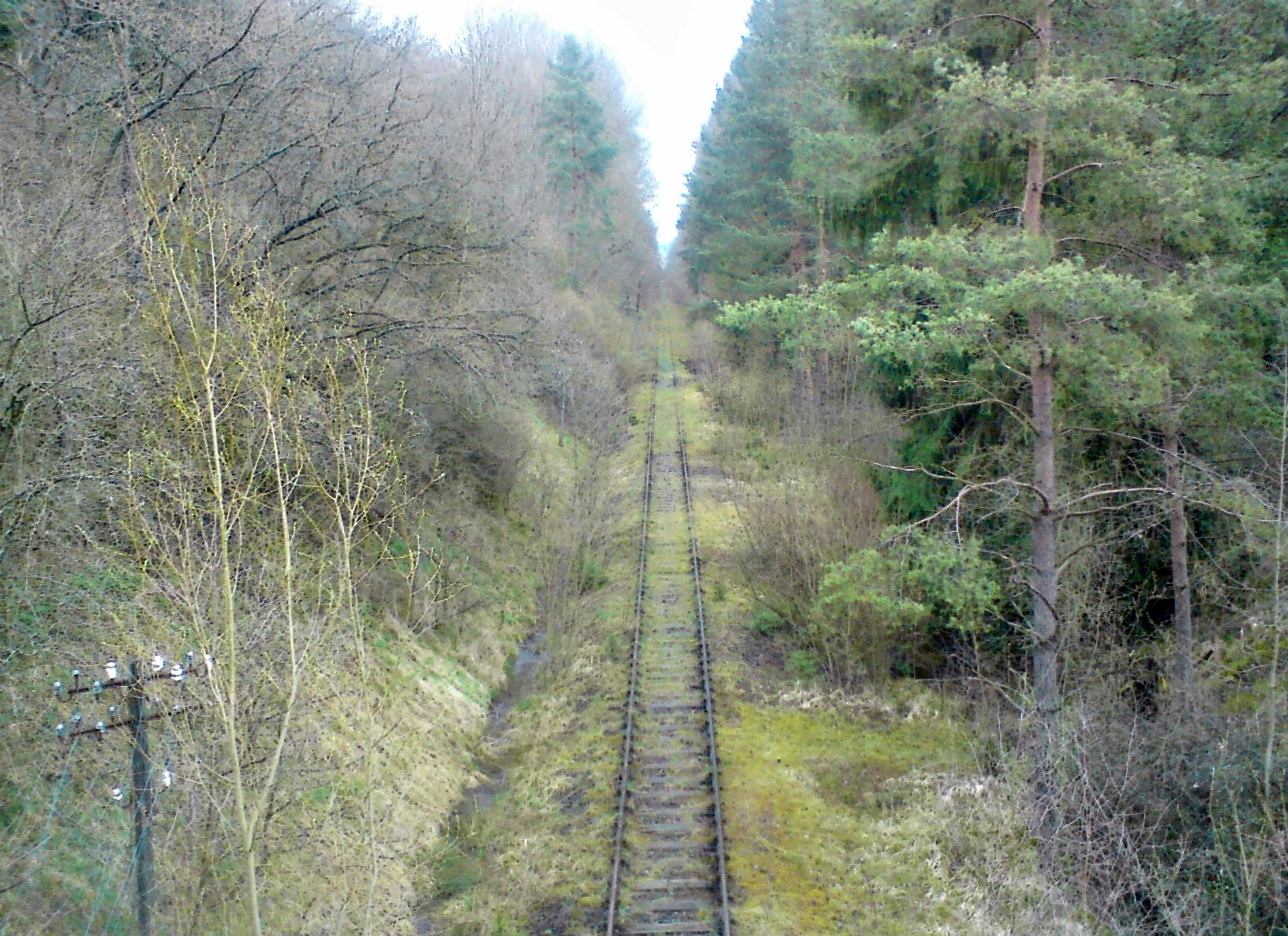
Het Feldhütte incisie tussen Althengstett en Calw.

De spoorlijn Stuttgart-Zuffenhausen - Calw ook wel Schwarzwaldbahn of Württembergische Schwarzwaldbahn genoemd is een Duitse spoorlijn als spoorlijn 4810 onder beheer van DB Netze.
Niet te verwisselen met de bekende Schwarzwaldbahn tussen Offenburg en Singen (Hohentwiel).

## Geschiedenis
Het traject werd door de Königlich Württembergischen Staats-Eisenbahnen in tussen 1868 en 1872 in fases geopend.

## Treindiensten

### DB
De Deutsche Bahn verzorgde tot 1983 het personenvervoer op dit traject tussen Weil der Stadt en Calw met RB treinen.
Na een aardverschuiving in 1988 werd ook het goederenvervoer stilgelegd.

### S-Bahn
De S-Bahn, meestal de afkorting voor Stadtschnellbahn, soms ook voor Schnellbahn, is een in Duitsland ontstaan (elektrisch) treinconcept, welke het midden houdt tussen de Regionalbahn en de Stadtbahn. De S-Bahn maakt meestal gebruik van de normale spoorwegen om grote steden te verbinden met andere grote steden of forensengemeenten. De treinen rijden volgens een vaste dienstregeling met een redelijk hoge frequentie.

#### S-Bahn van Stuttgart
De treindienst werd in 1978 als een aansluitende S6 tussen Stuttgart-Zuffenhausen en Weil der Stadt in gebruik genomen. Na de elektrificatie werd de treindienst als S6 tussen Schwabstraße – Hauptbahnhof – Zuffenhausen – Leonberg – Weil der Stadt verlengd.

## Aansluitingen
In de volgende plaatsen was of is er een aansluiting van de volgende spoorwegmaatschappijen:

### Stuttgart-Zuffenhausen
- Frankenbahn spoorlijn tussen Stuttgart en Würzburg

### Calw
- Nagoldtalbahn spoorlijn tussen Hörb en Pforzheim

## Elektrische tractie
Het traject tussen Stuttgart-Zuffenhausen en Weil der Stadt werd tussen 1932 en 1940 geëlektrificeerd met een spanning van 15.000 volt 16 2/3 Hz wisselstroom.